# Ритуальная литература индуизма
В ритуальной практике индуизма используется громадное количество ритуальных текстов. Некоторые из них имеют общеиндуистское значение (например, Панча-сукты или Сахасранамы), некоторые используются в отдельных храмах или традициях. Некоторые гимны предназначены для строго определённой цели
Гимны в основном написаны каким-либо одним литературным стилем — гаятри, ануштубх и другие; в некоторых случаях, для выделения важного фрагмента текста может использоваться другой литературный стиль. Размеры гимна могут варьироваться от одной шлоки до нескольких сотен шлок. Большинство гимнов приписываются определённым мудрецам-риши и имеют свою девату (божество), призываемое и восхваляемое в тексте гимна.
Всего существует более десяти типов гимнов, которые подразделяются на основные типы и вспомогательные типы.

## Основные типы
1. Мантра (санскр. मन्त्र — «рассуждение, изречение»). Небольшой гимн, размером от одного слога («ом» или биджа-мантры) до одной шлоки. Делятся на ведийские (Гаятри-мантра, Панчакшара-мантра, Харе Кришна мантра и другие), пуранические, тантрические. Мантры в основном применяются в джапе и, в меньшей степени, в пудже и яджне.
2. Арти, арати (санскр. आर्ति — ārti [от aaraadhana (поклонение)]). Гимн, читаемый во время ритуала Арти — подношения огня, проводимого в процессе храмового богослужения.
3. Бхаджан (хинди भजन от санскр. भज bhaj «почитать») — религиозное песнопение поэтов традиций бхакти.
4. Чалиса (санскр. चालीसा — chālīsā, 40 стихов). Гимн из сорока (иногда больше) шлок-стихов. Отличительной особенностью является тип стиха — две полушлоки, каждая из которых состоит из 12-ти слогов. В каждой шлоке обычно излагается в сокращённой форме тот или иной миф. Впервые этот тип гимна был введён Тулсидасом.
5. Кавача (санскр. कवच — kavaca, «броня»). Большинство Кавач имеют общие композиционные особенности. В её начале идёт дхьяна-шлока, в которой указывается риши, чхандас и девата Кавачи. Затем следуют ньяса-шлоки, при чтении которых устанавливается соотношение между формами божества Кавачи и частями тела. Далее следует основной текст Кавачи, во время которого читающий обращается к различным ипостасям божества с просьбой защитить ту или иную часть тела (эта часть может читаться неоднократно). В завершении часто читается пхала-стути или доха-стути — небольшой, в две или три шлоки, текст, в котором описаны плоды систематического чтения Кавачи.
6. Стотра (санскр. स्तोत्र — stotra «хвала, восхваление»). Гимн-восхваление, один из самых распространенных типов ритуальной литературы. По своей структуре фактически восходит к ведийским гимнам. В настоящий момент композиционные правила построения стотр не имеют жестких ограничений, подобных правилам Вед. Стотры могут иметь различные размеры — от одной-двух шлок-стихов и до нескольких сотен (в случае некоторых сахасранам).
7. Стути (санскр. स्तुति — stuti «хвалебная речь, благодарность»). Гимн-восхваление, второй по популярности тип гимна. Отличительной особенностью является хвалебная составляющая гимна — так, в стотре, восхваление может чередоваться с просьбами; стути же, по сути, является чистым восхвалением. Кроме того, в заключении автор часто гиперболически заявлял о мнимой ничтожности своей персоны, для того чтобы подчеркнуть величие божества.
8. Сукта (санскр. सूक्त — sūkta «хвала, хорошо сказанное») — название ведийского гимна, реже — более поздних ритуальных текстов.

## Вспомогательные типы
Вспомогательные типы гимнов, в большинстве своём, являются частью (вступлением и завершением) основных гимнов и делятся на две категории — вступительные и завершающие. Вспомогательные типы в основном составлены обычно отличным от основного текста литературным стилем.
1. Дхьяна (санскр. ध्यान — dhyāna, «сосредоточение»). Дхьяна-шлока или дхьяна-стути — это вступление к основному тексту гимна для улучшения понимания текста и концентрации на нём. Может быть:

- Краткое — одна-две шлоки, с кратким предварительным восхвалением божества, к которому обращаются в гимне;
- Длинное — в длинную дхьяна-шлоку кроме краткого восхваления божества обычно включают автора гимна, размер, божество; может быть добавлена ньяса, мудры и многое другое.

1. Мангала (санскр. मंगल — maṅgalaṃ, «благословение») — обычно небольшой, в одну-две шлоки, предварительный гимн-благословение перед чтением основного гимна. Мангала-шлока может идти перед, после или вместо дхьяна-шлоки.
2. Доха (санскр. दोह — dohā, «вывод») — завершающий гимн фрагмент, состоящий из одной-трёх шлок, часто написанных иным, чем основной текст гимна, стилем (может быть написан и прозой). В некоторых гимнах за Доха может следовать Пхала-стути.
3. Пхала (санскр. फल — phala, «плод [результат]»). В Пхала-стути (Пхала-шлока) даются некоторые наставления по чтению гимна и описание результатов чтения гимна.